# Гуаман Пома де Айяла, Фелипе
Фелипе Гуаман Пома де Айяла (исп. Felipe Guamán Poma de Ayala) — автор найденной в XX веке иллюстрированной хроники El Primer Nueva Coronica y Buen Gobierno.

## Биография
Фелипе Гуаман Пома де Айяла не был известен до обнаружения хроники. Хроника была найдена  в королевской копенгагенской библиотеке в 1909 году. Первая факсимильная публикация была сделана парижским этнографическим институтом в 1936 году. Написана по-испански, с сильным влиянием кечуа, аймара и латинского языков.  Предполагаемый источник по истории Тауантинсуйу.
Представитель знатного рода Южного Перу, сын Мартина Гуамана и Куси Окльо, происходящей от Инки Тупака Юпанки. Имя его восходит к тотемным животным провинции Уануко. Родился, по-видимому, в Сан-Кристобале де Сунтунту между 1534 и 1536 гг. (иногда упоминается 1550 г.). Был крещён Фелипе, испанское имя взял у колониста, близкого к его семье. Воспитывался испанцами, изучив в юности испанский язык, служил переводчиком у миссионеров. В 1594 или 1595 г. был назначен коррехидором Луканаса, управляя несколькими поселениями. В колониальных архивах сохранились материалы судебных разбирательств с его участием: Пома де Айяла пытался отсудить земли в долине Чупас, которые, по его утверждению, были родовым доменом. Около 1600 г. он был лишён всего имущества и должности. Более достоверных сведений о нём нет.

## «Первая новая хроника и доброе правление»
Единственным трудом Помы де Айялы стал El Primer Nueva Coronica y Buen Gobierno (вместо crónica — corónica), никогда не публиковавшийся при его жизни. Рукопись на 1180 листах была оснащена 398 иллюстрациями в примитивистском стиле. Начатый в конце XVI в., труд был окончен около 1615 г., являясь неоценимым источником, отражающим индейский взгляд на прошлое Перу и испанское завоевание, а также содержащим родословное древо Инков и проч. Рукопись была посвящена королю Филиппу III, копия, отправленная в Испанию, потеряна. Единственный рукописный экземпляр труда Помы де Айялы хранится в Королевской библиотеке Копенгагена.
Текст хроники Помы де Айялы показывает эволюцию его мировоззрения. Во введении он характеризует себя как «старца-путешественника 80 лет», взявшегося описать последние годы существования царства Инков. Также он указывает, что служил переводчиком священника Хуана де Альборноса при искоренении движения Таки Онкой (1560). Интересно, что в этот период Пома де Айяла был полностью лоялен политике колониальных властей, и лишь после начала последовательной «борьбы с язычеством», которую вёл архиепископ Торибио де Могровехо, Пома де Айяла стал противопоставлять «испорченным нравам современности» перуанское прошлое. Кроме того, на творчество Помы де Айялы повлияла работа миссионера-францисканца Луиса Херонимо де Оре (автора Symbolo Catholico Indiano), который рассматривал историю индейцев как хорошее средство для обращения их в католицизм.
Для хроники Помы де Айялы характерны следующие особенности:
- Отсутствие связного изложения. Материалы хроники самые разнородные: от описания исторических событий, до изложения перуанского фольклора, слухов, анекдотов и т. п.
- Автор подчёркивает несправедливость колониального режима, утверждая, что Бог дал Перу в первую очередь перуанцам. (В то же время он надеялся, что ему, представителю второстепенного рода, испанское завоевание повысит социальный статус.)
- Пома де Айяла стремится доказать, что он, провинциальный дворянин, восходит к роду Инков в Куско.
- Огромное количество заимствований из кечуа и аймара в испанском тексте.
- Автор не придерживался правил испанской орфографии того времени и не разделял слов.

Рукопись Помы де Айялы оказалась в Копенгагене около 1660 г., и была обнаружена только в 1908 г. немецким учёным Рихардом Пичманном. Факсимильное издание было опубликовано в Париже в 1936 г., известным американистом Полем Риве. В 1980 г. рукопись была вновь издана под редакцией Джона Мурра в Мехико под названием Nueva crónica y buen gobierno. В 2001 г. оригинал рукописи был оцифрован и стал доступен всем желающим.

## Спорные моменты
В 1990-е гг. были обнародованы так называемые документы Миччинелли (Exsul immeritus Blas Valera populo suo и Historia et Rudimenta Linguae Piruanorum – опубликованные в Италии в 2007 году и исследованные итальянским историком Луарой Лауренсич Минелли (Милан)). Так возник вопрос об истинных авторах «Первой новой хроники и доброго правления», поскольку в этих документах сохранился контракт Помы де Айялы с иезуитами об использовании его имени для этой книги, но фактическими авторами её являются Блас Валера, Гонсало Руис (в качестве художника) и ещё несколько человек. У Помы де Айялы были взяты лишь некоторые сведения, в частности о нём самом и о его провинции. Ряд документов из испанских и итальянских архивов указывают на то, что Гонсало Руис также был иллюстратором хроники Мартина де Муруа. Одним из таких документом является, рисунок конкистадора Франсиско Чавеса, пишущего письмо королю, прилагаемого к письму лиценциата Боан к Графу де Лемос, 1610 г., хранящееся в Archivio di Stato di Napoli Segretaria dei Viceré Scritture Diverse), и считается вполне вероятным, что автор рисунков и для хроники Помы де Айялы и для хроники Муруа – это иезуит Гонсало Руис. В вышеуказанном письме на рисунке оставлена анаграмма его имени «granizo o luz». И по технике исполнения и по содержанию, можно утверждать о явном родстве этого рисунка и рисунков к хроникам Муруа и Айяла.
Символы токапу из книги Бласа Валеры, встречающиеся также и в книгах Мартина де Муруа и Гуамана Помы, и на сосудах керо не всегда идентичны между собой, но заметна одинаковость стиля на рисунках в прорисовке человечков, то есть если имелась подделка не только в тексте документов Миччинелли, но и в рисунках, то выполнено это очень мастерски – стилизовано вплоть до деталей, характерных для изображений на сосудах керо инкской эпохи.